# Awas Tigni
Awas Tigni, ook Awastingni, is een inheemse gemeenschap (comarca) van Mayagna (Sumu of Sumo) Amerindianen van Nicaragua. De gemeenschap telt ongeveer 900 leden en hun gebied is de Miskitokust in Nicaragua. Awas Tigni is onderdeel van de gemeente Waspán in de R. A. Costa Caribe Norte.

## Rechtszaak over houtkap
De Awas Tigni-gemeenschap was betrokken bij een historische uitspraak op 31 augustus 2001 van het Inter-Amerikaans Hof voor de Rechten van de Mens (case of the Mayagna (Sumo) community of Awas Tigni vs. Nicaragua). Nadat een Koreaans houtkapbedrijf een concessie van de Nicaraguaanse regering had verworven om hout te kappen in de traditionele gebieden van het Sumuvolk, trokken de Sumu van Awas Tingni op naar het hof. De uitspraak legde de basis vast voor het eigendomsrecht van het land van inheemse Mayagemeenschappen. Awas Tigni was een van de eerste in een reeks van vernieuwende en verstrekkende rechtszaken over territoriale rechten van inheemse volkeren voor internationale, regionale en nationale gerechtshoven. In 1973 wonnen de Nisga'a-indianen van Brits-Columbia het oereigendom op hun voorouderlijke gebieden die ze altijd al bewoond hadden. In 1975 volgde de Western Sahara Advisory opinion, uitgesproken door het Internationaal Gerechtshof (ICJ). Dit oereigendom (of 'native title') werd ook erkend door Australië naar aanleiding van misschien wel het beroemdste proces in de reeks gevoerd door Koiki Mabo vs Queensland. De uitspraak kwam er in juni 1992, vijf maanden na het overlijden van Eddie Koiki Mabo.